# Carl Latann
Carl Latann (* 28. Juli 1840 in Kleinleinungen, heute Gemeinde Südharz (Sachsen-Anhalt); † 15. Oktober 1888 in Bad Freienwalde (Oder)) war ein deutscher Militärmusiker und Chef des ersten in Deutschland aufgestellten Marinemusikkorps. Heute ist Carl Latann vor allem als Komponist des populären Marsches „Frei weg!“ bekannt.

## Lebenslauf
Im Oktober 1871 wurde in Wilhelmshaven auf Weisung Kaiser Wilhelms I. ein ständiges Marinemusikkorps, das spätere Musikkorps der II. Matrosendivision, aufgestellt. Zu seinem Leiter wurde Carl Latann, bisher Stabshoboist in verschiedenen Regimentskapellen des Heeres, bestimmt. Latann hatte hohen Anteil am steigenden Bekanntheitsgrad seines Orchesters, das durch eine Fülle von Konzertreisen im Deutschen Reich von sich reden machte. Als 1878 im Zuge von Einsparungen das Musikkorps drastisch verkleinert werden sollte, legte Latann energischen Protest ein und verursachte wohl dadurch seine Ablösung von seinem Dienstposten im Januar 1884.
In der Folgezeit versuchte Latann im zivilen Bereich Fuß zu fassen, zunächst mit der angestrebten Gründung einer Musikschule in Wilhelmshaven. Nachdem diese Bemühung ohne Erfolg geblieben war, wechselte er nach einem kurzen Gastspiel als Dirigent in Jever in die Niederlande und übernahm dort die Leitung der Schützenkapelle in Nijmegen. Nachdem er 1887 dann nochmals erfolglos die Einrichtung einer Musikschule in Wilhelmshaven versucht hatte, übernahm er noch für kurze Zeit die Stellung des Musikdirektors in Bad Freienwalde, wo er 1888 verstarb.
Carl Latann hinterließ mehr als 250 Werke, darunter Märsche, Ouvertüren, Romanzen und Tänze. Einige Autographe der späten Werke von Carl Latann befinden sich im Bestand des Musikverlages Sikorski im Sächsischen Staatsarchiv Leipzig.

## Werke (Auswahl)

### Werke für Blasorchester
- 1870 Rendezvous-Marsch
- 1874 Admiral Stosch-Marsch, op. 140
- 1885 Frei weg! (Heeresmarsch II, 137; Heeresmarsch III B, 73)
- Dernier-Salut
- Frühlingsgrüße
- Leicht zu Fuß (Marcia Legeria) (Marsch)
- Letzte Ehre (Trauermarsch)
- Mit frischem Mut (Marsch)
- Schuterij-Parade (Marsch)
- Schützenmarsch
- Souvenir de Belle-Alliance
- Vorwärts immer – Rückwärts nimmer!

### Werke für Orchester
- Am Kamin, op. 244 (Romanze für Cello und Streichorchester)
- Fest-Ouvertüre, op. 99
- Lebenslust (Ouvertüre)
- Knecht Ruprecht kommt, op. 233 (Weihnachtsfest-Polka)

| Personendaten    | Personendaten                                                                              |
| ---------------- | ------------------------------------------------------------------------------------------ |
| NAME             | Latann, Carl                                                                               |
| KURZBESCHREIBUNG | deutscher Militärmusiker und Chef des ersten in Deutschland aufgestellten Marinemusikkorps |
| GEBURTSDATUM     | 28. Juli 1840                                                                              |
| GEBURTSORT       | Kleinleinungen (Thüringen)                                                                 |
| STERBEDATUM      | 15. Oktober 1888                                                                           |
| STERBEORT        | Bad Freienwalde (Oder) (bei Berlin)                                                        |